# Chaitén
Chaitén è una città del Cile, ex-capoluogo della Provincia di Palena nella Regione di Los Lagos. La cittadina si affaccia sul golfo del Corcovado di fronte all'isola Chiloé.

## Origine del nome
Il nome della città deriva dalla lingua mapudungun: le parole "chain-chaitun'' significano infatti letteralmente "mettere in cesta".

## Storia
Chaitén è stata fondata nel 1933 dal presidente Arturo Alessandri Palma, che ha espresso la volontà di ripopolare questa zona del paese.
È stata designata capitale del Dipartimento di Palena nel 1959. Il processo di regionalizzazione, fra il 1974 e il 1976, ha fatto sì che Palena acquisisse il livello di provincia, passando a dipendere da Porto Montt.
Nel decennio del 2000, Chaitén divenne una delle comunità con più alto Indice di sviluppo umano della regione. Nel 2002, la sua popolazione è arrivata a 4 625 abitanti.

## Eruzione

### Evacuazione
Il 2 maggio 2008 ha eruttato il vulcano Chaitén coprendo il cielo con un'enorme nuvola di ceneri che si è estesa da Puerto Montt a diverse località dell'Argentina (inclusa la capitale Buenos Aires). L'Armata del Cile e l'esercito hanno organizzato immediatamente un'operazione di evacuazione, che ha trasferito 1 200 persone a Puerto Montt e Chiloé in poche ore. Il giorno seguente erano già partite più di 3 800 persone. Alcuni si rifiutarono di abbandonare la città, nonostante l'obbligo di evacuazione imposto dal governo per un raggio di 50 km, prevedendo il collasso della colonna di fumo e una colata piroclastica.
Il 7 maggio si presentò un ricorso che permettesse l'uso della forza per evacuare le persone rimaste nella città, finché il giorno 8 maggio una forte eruzione convinse definitivamente tutti a trasferirsi, facendo divenire Chaitén una città fantasma.

### Città fantasma
Il governo centrale chiuse l'Illustre Municipalità di Chaitén e l'Edificio di governo di Palena, che fu spostato ubicato a Futaleufú, proibendo anche l'insediamento di persone nella città fino al 2010.
Dopo qualche giorno dal dramma, si cominciò a preoccuparsi fortemente per gli animali rimasti nel luogo: programmi televisivi, fondazioni e militari hanno cominciato a soccorrere gli animali domestici, mentre hanno trasferito gli altri nelle zone più sicure a sud.

### Capitale provinciale
Chaitén è stata la capitale della provincia di Palena dalla sua creazione nel 1976. Dopo l'evacuazione, dal 9 maggio 2008 le istituzioni provinciali hanno funzionato temporalmente nella località di Palena e durante 2009 a Futaleufú, anche se finalmente nel dicembre 2010 il governo nazionale ha deciso mantenere a Chaitén come capitale provinciale.